# Dysphania buruensis
Dysphania buruensis là một loài bướm đêm trong họ Geometridae.